# Акшар
Акшар (кирг. Акшар) — село в Ноокатском районе Ошской области Кыргызстана. Входит в состав Ынтымакского айылного аймака.

## География
Село расположено в западной части области, на расстоянии приблизительно 33 километров (по прямой) к западо-юго-западу от города Ноокат, административного центра района. Абсолютная высота — 1215 метров над уровнем моря.

## Население
Согласно оценочным данным Национального статистического комитета Кыргызской Республики, численность населения села на начало 2023 года составляла 969 человек.
| год     | 2009 | 2014 | 2015 | 2020 | 2021 | 2023 |
| ------- | ---- | ---- | ---- | ---- | ---- | ---- |
| человек | 648  | 759  | 775  | 927  | 949  | 969  |